# رئيس الحكومة الإقليمية لماديرا
رئيس الحكومة الإقليمية في ماديرا هو رئيس الحكومة المفوضة لأرخبيل ماديرا ، منذ ثورة القرنفل التي أسست النظام الديمقراطي الحالي في البرتغال ومنحت الحكم الذاتي السياسي للجزر البرتغالية .
وفي أعقاب ثورة 1974، تم إنشاء هيئات حاكمة مؤقتة، ويرد أدناه رؤساء هذه الهيئات. بعد الانتخابات الأولى للبرلمان الإقليمي ، التي عقدت في 27 يونيو 1976، تم تعيين زعيم أكبر حزب ، خايمي أورنيلاس كاماتشو، رئيسًا للحكومة الإقليمية.
لم يكن هناك سوى ثلاثة مسؤولين وكانوا جميعًا أعضاء في الحزب الديمقراطي الاجتماعي . شغل ألبرتو جواو جارديم هذا المنصب لأكثر من 38 عامًا متتالية. الرئيس الحالي هو ميغيل ألبوكيركي .